# Terany
Terany – wieś (obec) na Słowacji położona w kraju bańskobystrzyckim, w powiecie Krupina. Pierwsze wzmianki o miejscowości pochodzą z roku 1298.
Według danych z dnia 31 grudnia 2012, wieś zamieszkiwało 659 osób, w tym 349 kobiet i 310 mężczyzn.
W 2001 roku rozkład populacji względem narodowości i przynależności etnicznej wyglądał następująco:
- Słowacy – 94,24%
- Czesi – 0,67%
- Romowie – 1,07%
- Węgrzy – 1,07%

Ze względu na wyznawaną religię struktura mieszkańców kształtowała się w 2001 roku następująco:
- Katolicy rzymscy – 46,32%
- Grekokatolicy – 0,13%
- Ewangelicy – 44,18%
- Ateiści – 4,15%
- Przedstawiciele innych wyznań – 0,13%
- Nie podano – 4,28%